# Wilsenroth
Wilsenroth es un cono volcánico de Westerwald, Alemania. Sus coordenadas son:  50.520926°   8.026249°